# Jean-Baptiste Belley

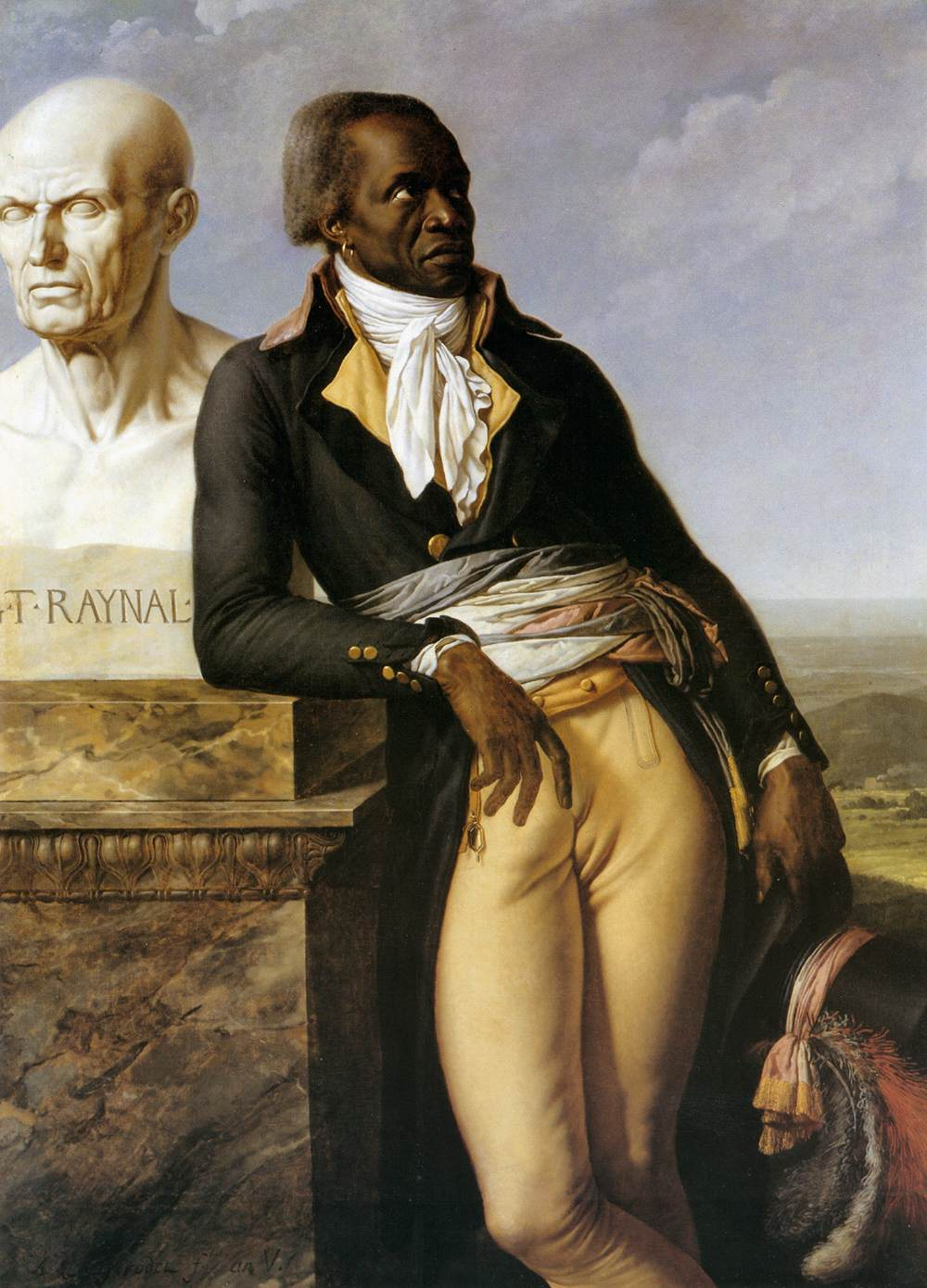
Portret van Jean-Baptiste Belley, met de buste van de philosophe Raynal (abolitionist) door Girodet (1797, olieverf op canvas, Versailles).

Jean-Baptiste Belley (Gorée (Senegal), 1 juli 1747 - Morbihan (Frankrijk), 6 augustus 1805) was een voormalige slaaf (geboren in Senegal) uit de Saint-Domingue (het huidige Haïti), vervolgens militair en politicus, die een lid van de Nationale Conventie (24 september 1793-26 oktober 1795) en Raad van Vijfhonderd (26 oktober 1795-26 december 1799) van Frankrijk was. Hij was de eerste zwarte afgevaardigde in het parlement van Frankrijk. Hij zou zichzelf de bijnaam Mars hebben gegeven.

## Leven
Jean-Baptiste Belley was geboren op het eiland Gorée voor de kust van Senegal en werd op tweejarige leeftijd als slaaf verkocht en naar Saint-Domingue verscheept. Hij zou uiteindelijk voldoende spaargeld weten te vergaren om zichzelf vrij te kopen. Hij zou als lid van de Chasseurs-Volontaires de Saint-Domingue aan de kant van de Amerikaanse opstandelingen deelnemen aan het beleg van Savannah in 1779.
Belley diende in 1793 tijdens de Haïtiaanse Revolutie (1791-1804) als infanteriekapitein van Léger-Félicité Sonthonax en Etienne Polveral tijdens de verdediging van Cap-Français tegen de aanval door Francois-Thomas Galbaud en zou tijdens gevechten tot zes keer toe verwond geraken. Nadat men had besloten dat ook in de Franse kolonies afgevaardigden voor de Nationale Conventie zouden worden verkozen, werd Jean-Baptiste Belley op 24 september 1793 volgens het proces-verbaal van deze verkiezing "met de meerderheid van de stemmen" als afgevaardigde verkozen. Doordat hij pas in september werd verkozen, was hij niet een van de leden van de Nationale Conventie tijdens het proces van koning Lodewijk XVI van Frankrijk in januari 1793. Hij zou op 3 februari 1794 het woord nemen tijdens een debat in de Nationale Conventie over de afschaffing van slavernij, waarop op 16 pluviôse van het jaar II (4 februari 1794) unaniem werd ingestemd met een wet waarmee slavernij werd afgeschaft.
Na zijn ambtsperiode als lid van de Nationale Conventie, trad hij - zoals gebruikelijk was - op 4 brumaire van het jaar IV (26 oktober 1795) toe tot de Raad van Vijfhonderd, waar hij zich trouw toonde aan zijn republikeinse overtuigingen.
Hij zou nadat zijn ambtstermijn was afgelopen in 1797 naar Saint-Domingue terugkeren. Hij zou vervolgens commandant de la gendarmerie worden en aan de zijde van generaal Charles Leclerc deelnemen aan diens expeditie in 1802 om Saint-Domingue te heroveren. Tijdens deze expeditie werd hij ervan beschuldigd zijn boekje te zijn te buiten gegaan, op bevel van Leclerc in april 1802 gearresteerd en naar Frankrijk afgevoerd. Hij zou op 6 augustus 1805 in het gevangenishospitaal overlijden.